# كيا ده (كوهباية الغربي)
کیا ده (بالفارسية: کیاده) هي قرية تقع في إيران في قسم کوهبایة الغربي الریفي. يقدر عدد سكانها بـ 66 نسمة .